# Kiskunhalasi Tájház
A Kiskunhalasi Tájház országos műemléki védettségű tájház Kiskunhalason az Eskü térhez csatlakozó Nyár utca 1.-ben.

## Története
Az 1750-es években redemptus telekként osztották ki. A 19. században a kiskunhalasi Orbán család birtokában volt, majd 1900-tól a Baki família tulajdonába került.
1980-tól indult el a tájházzá nyilvánítása. Kiskunhalas egyik műemléki épülete, amely 1998 és 2003 között a Kiskunhalasi Városvédő és Városszépítő Egyesület, majd a BKMÖ Thorma János Múzeum, 2007-től a Halas Galéria felügyelete alatt állt. 2013-tól a Halasi Média és Kultúra Kft. üzemelteti.
A 19–20. századi alföldi, református, halasi gazdacsaládok életmódját és gazdálkodását mutatja be a kiállítóhely.

## Programjai
2008 óta a Pásztortűz Egyesület Táltoscsikó Kézműves Műhely néven gyermek, kézműves programokat szervez itt minden év augusztusában.